# 乔治娜·布兰
乔治娜·布兰（英語：Georgina Bland，1992年5月11日—），英格蘭女子羽毛球運動員。

## 簡歷
2016年4月，乔治娜·布兰出戰荷蘭羽毛球國際賽，與蘇格蘭選手丽贝卡·芬德利合作打進女子雙打比賽四強。

## 主要比賽成績
只列出曾進入準決賽的國際賽事成績：
| 年份   | 賽事                     | 公開賽級別 | 項目     | 拍檔          | 成績   |
| ------ | ------------------------ | ---------- | -------- | ------------- | ------ |
| 2016年 | 荷蘭羽毛球國際賽         | 國際系列賽 | 女子雙打 | 丽贝卡·芬德利 | 準決賽 |
| 2017年 | 克羅地亞羽毛球國際賽     | 未來系列賽 | 女子單打 | －            | 亞軍   |
| 2017年 | 波蘭羽毛球國際賽         | 國際系列賽 | 女子單打 | －            | 準決賽 |
| 2019年 | 克羅地亞羽毛球國際賽     | 未來系列賽 | 女子單打 | －            | 準決賽 |
| 2019年 | 拉脫維亞羽毛球國際賽     | 未來系列賽 | 女子單打 | －            | 準決賽 |
| 2023年 | 歐洲羽毛球混合團體錦標賽 | 其他       | 混合團體 | －            | 季軍   |

| 2007-2017年 | 首要超級賽 | 超級賽 | 黃金大獎賽 | 大獎賽 | 國際挑戰賽 | 國際系列賽 | 未來系列賽 | 其他 |

| 2018-2026年 | 總決賽 | 超級1000賽 | 超級750賽 | 超級500賽 | 超級300賽 | 超級100賽 | 國際挑戰賽 | 國際系列賽 | 未來系列賽 | 其他 |